# Annie Wersching
Annie Wersching (Saint Louis, 1977. március 28. – Los Angeles, 2023. január 29.) amerikai színésznő.
Ismertebb alakítása volt Renee Walker a 24, Julia Brasher a Harry Bosch – A nyomozó, Emma Whitmore az Időutazók és Rosalind Dyer Az újonc című televíziós sorozatokban.

## Élete és pályafutása
1999-ig  zenei tanulmányokat folytatott a decaturi Milikin Egyetemen.
2009-ben férjéhez ment Stephen Full színészhez. A házasságból három fiuk született (2010, 2013, 2018).

## Filmográfia

### Film
| Év   | Magyar cím | Eredeti cím       | Szerep      |
| ---- | ---------- | ----------------- | ----------- |
| 2003 | A minden6ó | Bruce Almighty    | nő a partin |
| 2010 |            | Below the Beltway | Darcy       |

### Televízió
| Év        | Magyar cím                       | Eredeti cím                    | Szerep               | Megjegyzések                                                     |
| --------- | -------------------------------- | ------------------------------ | -------------------- | ---------------------------------------------------------------- |
| 2002      | Star Trek: Enterprise            | Star Trek: Enterprise          | Liana                | 1 epizód                                                         |
| 2002      |                                  | Birds of Prey                  | Lynne Emerson        | 1 epizód                                                         |
| 2003      | Frasier – A dumagép              | Frasier                        | esztéta              | 1 epizód                                                         |
| 2003      | Angel                            | Angel                          | Margaret             | 1 epizód                                                         |
| 2004      | Bűbájos boszorkák                | Charmed                        | Demonatrix Two       | 1 epizód                                                         |
| 2005      |                                  | Out of Practice                | Conner               | 1 epizód                                                         |
| 2005      |                                  | Killer Instinct                | Cecilia Johnson      | 1 epizód                                                         |
| 2005      |                                  | E-Ring                         | hadnagy              | 1 epizód                                                         |
| 2006      | Döglött akták                    | Cold Case                      | Libby Bradley (1979) | 1 epizód                                                         |
| 2006      | Boston Legal – Jogi játszmák     | Boston Legal                   | Ellen Tanner         | 1 epizód                                                         |
| 2007      | Odaát                            | Supernatural                   | Susan Thompson       | 1 epizód                                                         |
| 2007      |                                  | General Hospital               | Amelia Joffe         | visszatérő szereplő                                              |
| 2007      | Az utazó                         | Journeyman                     | Diana Bloom          | 1 epizód                                                         |
| 2009–2010 | 24                               | 24                             | Renee Walker         | főszereplő (7–8. évad)                                           |
| 2010      | CSI: A helyszínelők              | CSI: Crime Scene Investigation | Priscilla Prescott   | 1 epizód                                                         |
| 2010      | NCIS                             | NCIS                           | Gail Walsh           | 1 epizód                                                         |
| 2011      |                                  | Partners                       | Jesse-Lynn Mancini   | tévéfilm                                                         |
| 2011      |                                  | No Ordinary Family             | Michelle Cotton      | 1 epizód                                                         |
| 2011      | Született detektívek             | Rizzoli & Isles                | Nicole Mateo         | 1 epizód                                                         |
| 2011      | Hawaii Five-0                    | Hawaii Five-0                  | Samantha Martell     | 1 epizód                                                         |
| 2012      |                                  | Harry's Law                    | Patricia Stanhope    | 1 epizód                                                         |
| 2012      | Kék szemű mészáros               | Blue-Eyed Butcher              | Allie                | tévéfilm                                                         |
| 2013      | Béranyu                          | The Surrogate                  | Allison Kelly        | tévéfilm magyar hangja Huszárik Kata                             |
| 2013      | A hidegsebész                    | Body of Proof                  | Yvonne Kurtz         | 1 epizód                                                         |
| 2013      | Dallas                           | Dallas                         | Alison Jones         | 4 epizód                                                         |
| 2013      | Érintés                          | Touch                          | Kate Gordon          | 1 epizód                                                         |
| 2013      | Revolution                       | Revolution                     | Emma                 | 2 epizód                                                         |
| 2013–2015 | Castle                           | Castle                         | Kelly Nieman         | 3 epizód                                                         |
| 2014      | Intelligence – A jövő ügynöke    | Intelligence                   | Kate Anderson        | 1 epizód                                                         |
| 2014      | Zsaruvér                         | Blue Bloods                    | Joyce Carpenter      | 1 epizód                                                         |
| 2014      |                                  | Extant                         | Femi Dodd            | visszatérő szereplő                                              |
| 2014–2021 | Harry Bosch – A nyomozó          | Bosch                          | Julia Brasher        | főszereplő (1. évad) vendégszereplő (2. és 7. évad)              |
| 2015–2016 | Vámpírnaplók                     | The Vampire Diaries            | Lily Salvatore       | visszatérő szereplő magyar hangja Bertalan Ágnes                 |
| 2016      | Vészhelyzet: Los Angeles         | Code Black                     | Katie Miller         | 1 epizód                                                         |
| 2016      | A nagy fogás                     | The Catch                      | Karen Singh          | 1 epizód                                                         |
| 2016      | Gyilkos ügyek                    | Major Crimes                   | Liz Soto             | 1 epizód                                                         |
| 2017      |                                  | The Other Mother               | Jackie McClain       | tévéfilm                                                         |
| 2017      |                                  | Doubt                          | Bonnie Harris        | 1 epizód                                                         |
| 2017–2018 | Időutazók                        | Timeless                       | Emma Whitmore        | visszatérő szereplő                                              |
| 2017–2019 | Runaways                         | Runaways                       | Leslie Dean          | főszereplő                                                       |
| 2018      | Gordon Ramsay – A pokol konyhája | Hell's Kitchen                 | önmaga               | 1 epizód                                                         |
| 2019–2022 | Az újonc                         | The Rookie                     | Rosalind Dyer        | visszatérő szereplő (2–3. és 5. évad) magyar hangja Zakariás Éva |
| 2022      | Star Trek: Picard                | Star Trek: Picard              | Borg királynő        | visszatérő szereplő (2. évad)                                    |

## Fordítás
- Ez a szócikk részben vagy egészben  az   Annie Wersching című angol Wikipédia-szócikk fordításán alapul.  Az eredeti cikk szerkesztőit annak laptörténete sorolja fel. Ez a jelzés csupán a megfogalmazás eredetét és a szerzői jogokat jelzi, nem szolgál a cikkben szereplő információk forrásmegjelöléseként.